# Костас Гаврас
Костас Гаврас (на гръцки: Κώστας Γαβράς), известен като Коста-Гаврас (на френски: Costa-Gavras), е гръцко-френски режисьор и сценарист. 

## Биография
Роден е в село Лутра-Иреас в района на Аркадия. По време на окупацията на Гърция, семейството му живее в Пелопонес, а след войната се премества в Атина. По време на Втората световна война отец Гаврас е бил член на лявото крило на Националния освободителски фронт на Гърция и след войната бил арестуван по подозрение за съчувствие към комунизма. Семейството Гаврас е принудено да напусне Гърция. Коста Гаврас е завършил гимназия във Франция и през 1951 г. започва да учи право в Сорбоната, но през 1956 г. напуска университета и започва да се занимава с кино. Висше кинематографично образование получава в Института IDEC в Париж. Той е бил помощник-режисьор на Рене Клер, Анри Верней, Жак Деми, Рене Клеман.
Президент на Френската кинематека (през 1982-1991 г. и от 2007 г.).

## Избрана филмография
| година | филм                       | оригинално заглавие | бележки |
| ------ | -------------------------- | ------------------- | ------- |
| 1965   | Убийство в спалните вагони | Compartiment tueurs |         |
| 1965   | Z                          | Z                   |         |
| 1989   | Музикална кутия            | Music Box           |         |

## За него
- Michalczyk, John J. Costa-Gavras: The Political Fiction Film.   Philadelphia, Art Alliance Press, 1984. ISBN 0-87982-029-2.
- Riambau, Esteve. De traidores y héroes: El cine de Costa-Gavras.   Valladolid, 48 Semana Internacional de Cine, 2003. ISBN 84-87737-49-8.
- Il cinema di Costa-Gavras: Processo alla storia.   Firenze, Aida Edizioni, 2002. ISBN 88-8329-097-6.